# Don't Stop the Music (пісня Ріанни)
«Don't Stop the Music» (укр. Не зупиняй музику) — четвертий сингл барбадоської співачки Ріанни з її третього студійного альбому Good Girl Gone Bad, випущений 7 вересня 2007 року. Пісня містить вокальні частини (фонові Mama-se, Mama-sa, Mama-koosa), запозичені з пісні Майкл Джексон «Wanna Be Startin' Somethin'» з альбому Thriller 1983 року.

## Відеокліп
Відеокліп на пісню Don't Stop the Music був знятий Ентоні Мендлером в одному з нічних клубів Праги, Чехія. Кліп став доступним онлайн на iTunes 26 липня 2007 року.
У відеокліпі Ріанна з подругами під'їжджає на таксі до нічного клубу, але заходить в нього через таємний хід з кондитерської крамниці. Далі показано різні сцени Ріанни в клубі. Спочатку вона в туалеті перевіряє свій макіяж, а далі вона танцює разом зі всіма на танцмайданчику. Також Ріанну показано окремо біля стіни.

## Інші версії і кавери
Британський поп- і джаз-співак Джеймі Каллум записав джазовий кавер на «Don't Stop the Music» для свого п'ятого студійного альбому The Pursuit (2009). Версія Каллума досягла #28 в Netherlands Singles Chart.

## Трек-лист
- Promotional remix singles[6][7]

1. «Don't Stop the Music» (Solitaire's More Drama Mix) — 8:04
2. «Don't Stop the Music» (The Wideboys Club Mix) — 6:38

- iTunes EP[8]

1. «Don't Stop the Music» — 4:27
2. «Don't Stop the Music» (The Wideboys Club Mix) — 6:38
3. «Don't Stop the Music» (Instrumental) — 4:19

- German CD single[9]

1. «Don't Stop the Music» — 4:27
2. «Don't Stop the Music» (The Wideboys Club Mix) — 6:38
3. «Don't Stop the Music» (Instrumental) — 4:19
4. «Don't Stop the Music» (Video) — 3:39

- FR/UK CD single[10]

1. «Don't Stop the Music» — 4:27
2. «Don't Stop the Music» (The Wideboys Club Mix) — 6:38

- iTunes Remixes[11]

1. «Don't Stop the Music» (Album Version) — 4:29
2. «Don't Stop the Music» (Jody den Broeder Radio Edit) — 4:22
3. «Don't Stop the Music» (The Wideboys Radio Edit) — 3:11
4. «Don't Stop the Music» (Solitaire's More Drama Edit) — 4:08
5. «Don't Stop the Music» (Jody den Broeder Big Room Mix) — 10:33
6. «Don't Stop the Music» (The Wideboys Club Mix) — 6:39
7. «Don't Stop the Music» (Solitaire's More Drama Remix) — 8:08
8. «Don't Stop the Music» (Jody den Broeder Big Room Dub) — 8:34
9. «Don't Stop the Music» (The Wideboys Dub Mix) — 6:44
10. «Don't Stop the Music» (Solitaire's More Drama Dub) — 7:38